# Besaia leechi
Besaia leechi är en fjärilsart som beskrevs av Alexander Schintlmeister 1997. Besaia leechi ingår i släktet Besaia och familjen tandspinnare. Inga underarter finns listade i Catalogue of Life.